# Liste der Einträge im National Register of Historic Places im Hickory County

Lage des Hickory County in Missouri

Die Liste der Einträge im National Register of Historic Places im Hickory County in Missouri führt die Bauwerke und historischen Stätten im Hickory County auf, die in das National Register of Historic Places aufgenommen wurden.
| [ 3 ] | Name                       | Bild | Eintragsdatum        | Lage                                           | Ort       | Beschreibung |
| ----- | -------------------------- | ---- | -------------------- | ---------------------------------------------- | --------- | ------------ |
| 1     | Quincy Public Hall         |      | 1995 ID-Nr. 95000370 | MO 83 38° 0′ 31″ N, 93° 28′ 17″ W              | Quincy    |              |
| 2     | John Siddle Williams House |      | 1980 ID-Nr. 80002356 | Abseits des US 54 37° 56′ 33″ N, 93° 19′ 10″ W | Hermitage |              |